# 佐藤友香 (1984年生のアナウンサー)
佐藤 友香（さとう ゆか、1984年5月17日 - ）は、日本のフリーアナウンサー。キャスト・プラスを経て、セント・フォース所属。

## 来歴
神奈川県横浜市出身（生まれは宮崎県）。A型。身長159cm。
早稲田大学法学部卒業後、2007年4月に伊藤忠商事に入社。2年間のロンドン勤務などを経験。2013年10月に同社を退社。
退社後、アナウンサーに転職。2014年1月にNHK宮崎放送局のキャスターに採用され、「昼前ほっとみやざき」などの番組に出演。同年11月にNHK宮崎を退局後、翌月12月にTBSニュースバードのキャスターを担当。2018年4月からは日経CNBCのキャスターを務めている。
小学校時代はアメリカ・カリフォルニア州ナパ郡で過ごした帰国子女。

## 出演番組

### 現在
- 朝エクスプレス（日経CNBC）